# 黃甲 (嘉靖進士)
黃甲（1519年—？），字首卿，號鳳巖，南京興武衛軍籍江西上猶縣人，明朝政治人物。

## 生平
應天府鄉試第一百三十四名舉人。嘉靖二十九年（1550年）中式庚戌科會試第二百五十八名，二甲第三十一名進士。官南京吏部主事。著有《編年稿》、《獨鑑録》，皆秘不示人。生四子，皆有文才。黄祖儒有《諫鳳藝覺集》，黄戊儒有《競辰齋集》，黄方儒有《陌方軒山集》，黄復儒有《振秀閣集》。

## 家族
曾祖黃誠；祖父黃潤；父黃鍾，母陳氏。具庆下。兄宣、完、宇。